# Balete (Batangas)
Balete è una municipalità di quinta classe delle Filippine, situata nella Provincia di Batangas, nella Regione del Calabarzon.
Balete è formata da 13 baranggay:
- Alangilan
- Calawit
- Looc
- Magapi
- Makina
- Malabanan
- Paligawan
- Palsara
- Poblacion
- Sala
- Sampalocan
- San Sebastian
- Solis